# To rob Peter to pay Paul

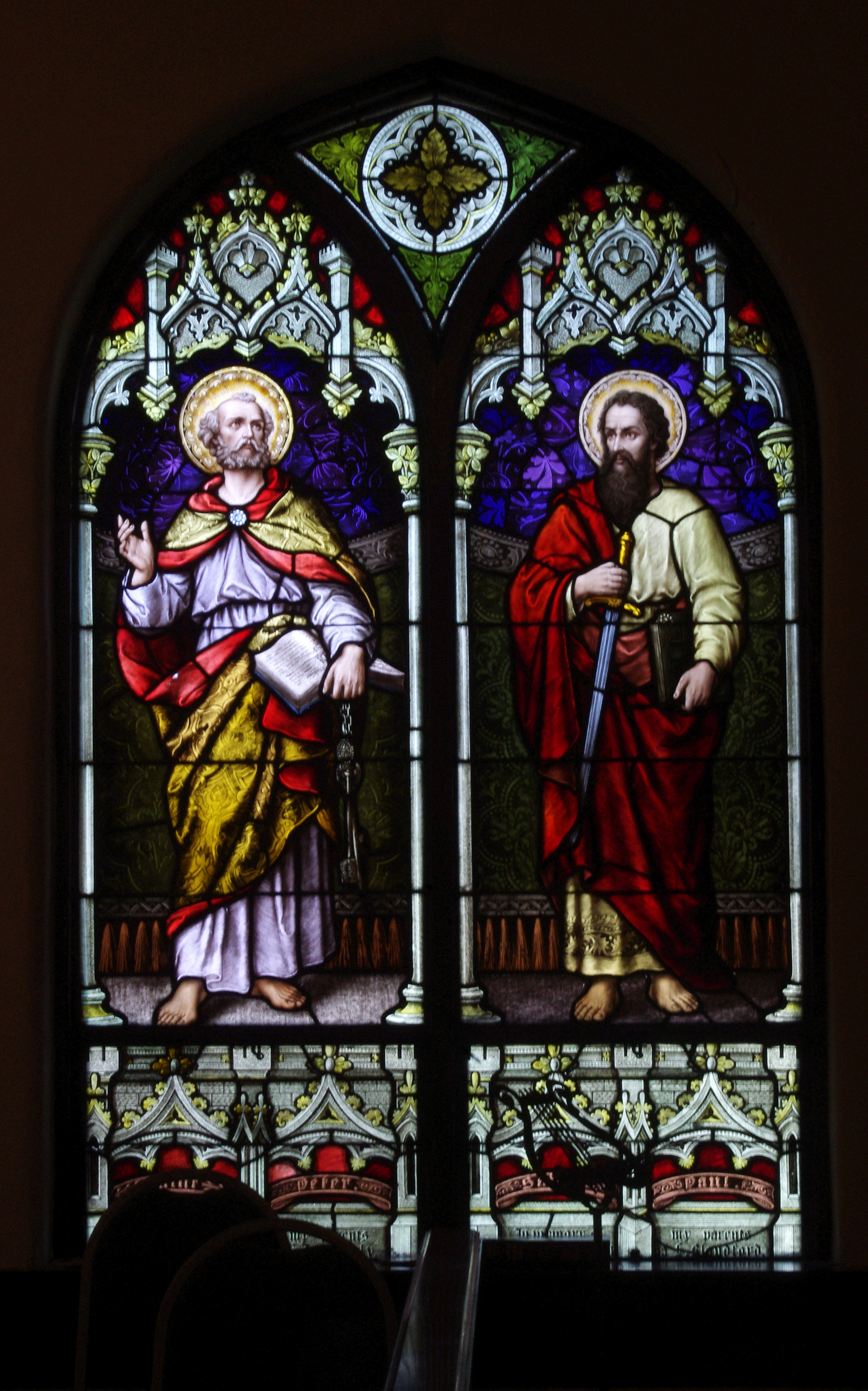
Kính màu ghép miêu tả thánh Peter và Paul

To rob Peter to pay Paul (cướp Peter để trả cho Paul), hoặc các phiên bản khác phát triển qua nhiều thế kỷ như: to borrow from Peter to pay Paul (mượn từ Peter để trả cho Paul), và to unclothe Peter to clothe Paul (lột quần áo Peter để mặc cho Paul), là những cụm từ có nghĩa là lấy từ một người hoặc vật để đưa cho người khác, đặc biệt là việc xóa bỏ một khoản nợ bằng cách mắc nợ một người khác. Có rất nhiều biến thể và các cụm từ tương tự trong nhiều ngôn ngữ khác. Maneuvering the Apostles (vận động các tông đồ Chúa Giê-su), có ý nghĩa tương tự, có nguồn gốc từ diễn đạt này.
Truyền thuyết kể lại cụm từ ám chỉ về một sự kiện trong giữa thế kỷ 16 ở Anh, trong đó nhà thờ tu viện thánh Peter, Westminster, được cho là một nhà thờ chính tòa qua văn kiện hoàng gia; mười năm sau đó được nhập vào giáo phận của London, khi giáo phận Westminster bị giải tán, và một vài năm sau đó nhiều tài sản của nó bị chiếm đoạt để sửa chữa Nhà thờ thánh Paul. Tuy nhiên, cụm từ này đã thông dụng ngay cả trước đó, ít nhất là từ cuối thế kỷ 14.
Cụm từ này có thể có nguồn gốc từ tiếng Trung Anh như một sắp xếp thứ tự của các tên thông dụng - tương tự, ví dụ, Tom, Dick và Harry - với ý nghĩa tôn giáo thêm vào sau này, hay cũng có thể có quan hệ đến thánh Peter và thánh Paul (thường được miêu tả chung với nhau trong nghệ thuật Kitô giáo và tương tự trong thần học). Một lý do cho việc sử dụng thường xuyên hai tên này trong các diễn đạt là điệp âm chúng tạo thành. Peter và Paul nói trên là tông đồ của Chúa Kitô; Cả hai đã tử đạo ở La Mã cổ đại và có chung một ngày lễ (ngày lễ Thánh Phêrô và Phaolô vào ngày 29 tháng 6). Ngày nay, ngày lễ xảy ra ít được để ý tới, nhưng thường được tổ chức kỷ niệm rộng rãi trong nước Anh thời Trung Cổ. Nhiều nhà thờ được đặt tên chung cho cả hai vị. Tất cả các điều đó, kết hợp với việc người Anh thời trung cổ mà hầu như theo Kitô giáo, làm cho nó khá phổ biến để nghe tên 2 người cùng với nhau.
"Robbing selected Peter to pay for collective Paul" (Cướp một Peter chọn lựa để trả cho tập thể Paul) là một câu của Rudyard Kipling dựa theo cụm từ này, được dùng để chỉ trích các khái niệm về phân phối lại thu nhập và chủ nghĩa tập thể.